# 卡罗拉级护卫舰
卡罗拉级（德語：Carola-Klasse）是德意志帝国海军于1870年代末至1880年代初建造的六艘平甲板护卫舰所使用的船级。该船级由首舰卡罗拉号、奥尔加号、玛丽号、索菲号、亚历山德里娜号和阿科纳号共同组成，它们受命用于更换不再足以保护德国在世界各地利益的旧式帆船。为了在德国殖民帝国服役，这些舰只的设计结合了蒸汽和风帆动力以扩大巡航范围，并配备了十门150毫米口径炮。它们主要依靠风帆动力进行远程部署，并在建造开始之前便已经过时了。1884年，这些舰只被重新归类为巡洋护卫舰。
六艘同级舰在其整个服役生涯中都被派往海外接受长期驻守，包括德国在非洲的殖民地多哥兰、德属西南非洲和德属东非，以及太平洋、德属新几内亚和后来的胶州湾租借地。它们经常被用来镇压当地反对德国统治的起义，惩罚那些袭击德国公民或企业的人，并展示旗帜。该级舰有数次在事故中严重受损——1884年，玛丽号在新梅克伦堡搁浅，索菲号则与一艘商船发生碰撞；1889年，奥尔加号又被飓风逼上岸——但它们无一损毁。部分同级舰被用作训练目的，参加舰队演习，搭载海军学员持续开展训练巡航，其中卡罗拉号和奥尔加号在运用生涯后期还成为了专职的炮术训练舰。玛丽号因改装成本太高而无法转作训练用途，而索菲号则被用作宿营船。在1904年到1908年之间，所有的卡罗拉级护卫舰都被拆解报废，仅索菲号除外——它一直作为一个浮动的宿营船存在，直至1920年才拆解。

## 设计

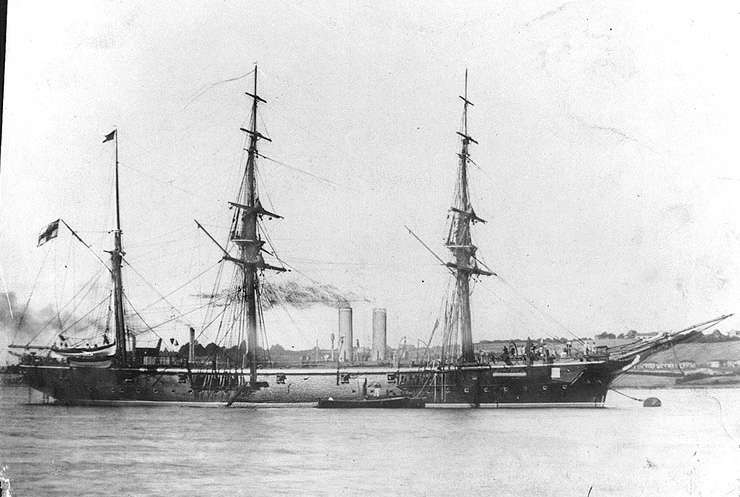
奥尔加号于1880年代

1870－1871年普法战争后，德意志帝国海军为加强舰队实力和现代化而开始了扩张计划，主要是为未来可能与法国重新爆发冲突做好准备。但与此同时，德国在亚洲、中南美洲和太平洋等海外市场的贸易利益正不断扩大，而其他欧洲大国却开始将德国公司排除在其海外利益领域的活动之外。为了更好地保护德国的这些利益并进一步向海外投射力量，军方明确了对长途航行和海外驻留的军舰的需求。到1870年代中期，帝国海军可使用的轻型护卫舰队已迅速老化，其中几艘已经服役了逾20年。因此，海军司令部决定建造现代化的蒸汽护卫舰用于侦察目的和海外巡逻。蒸汽动力在航运方面的技术革新只出现了很短的时间，就已经取代了当代海军铁甲舰中的风帆。确保德国经济利益所必需的长途海外巡航需要比铁甲舰大得多的行动半径，而蒸汽机还不够可靠和高效，无法单独依赖它们。因此，对于预期的任务，德国海军领导层认为保留传统的风帆设施是必要的。 
1875年，一款新型蒸汽平甲板护卫舰的设计已经准备就绪，并由德意志帝国海军以卡罗拉级的名义订购了六艘。其中最后两艘已经在设计上进行了修改，因此偶尔也会被视作独立的亚历山德里娜级。卡罗拉级的设计是以先前的俾斯麦级护卫舰为基础，尽管在尺寸上有所缩减。虽然它们旨在使德国的巡洋舰队现代化，但它们的设计在开始建造之前就已经过时了，只能与同类的船只交战。即便如此，卡罗拉级护卫舰和其它既有巡洋舰还是成功地扩大了德国殖民帝国的版图，尤其是在19世纪80年代和90年代的太平洋中部。

### 整体特征
卡罗拉级前四艘舰的水线长和全长分别为70.6米和76.35米，有12.5米的舷宽以及4.98米的前吃水；其标准排水量为2,147吨，满载时则可达2,424吨。后两艘舰亚历山德里娜号和阿科纳号的体积稍大，水线长和全长分别为71.3米和81.2米，有12.6米的舷宽以及5米的前吃水；其设计排水量为2,361吨，满载则为2,662吨。
舰体采用上部和纵向铁框架作为木质船体板的支承结构，在其上涂有一层锌，以保护木材在海外长时间巡航时免受生物淤积的侵害。亚历山德里娜号和阿科纳号则用铜质覆板取代了锌。艏柱和艉柱同样为铁制，惟后两艘舰采用铜材。前四艘同级舰被分成九个水密隔舱，而后两艘则有十一个；全部六艘舰在轮机舱下方均设有双层船底。
转向由单舵控制，所有六艘舰在蒸汽下都能较好地操纵，在风帆下的表现则更佳。虽然它们在恶劣天气下都能够操作得体，但这些舰只在顶头浪中的横摇和纵摇都很严重，且速度会显著下降。索菲号和玛丽号的标准船员编制为25名军官及244名水兵，但作为训练舰，它们的船员会减少到13名军官及135名水兵，以留出每舰150名海军学员的空间。卡罗拉号的编制为10名军官及244名水兵，而奥尔加号有10名军官及265名水兵。亚历山德里娜号和阿科纳号则各有25名军官和257名水兵。每艘同级舰都可携带一些小型舰载艇，其中卡罗拉号和奥尔加号各配备两艘哨艇、两艘独桅纵帆船、两艘高低桅帆船以及一艘小舢板；其余四艘舰则各有一艘哨艇、一艘机动艇、两艘独桅纵帆船、两艘高低桅帆船以及两艘小舢板。

### 推进装置
卡罗拉号和奥尔加号由一台卧式三缸双胀蒸汽机提供动力，用以驱动一副直径为5.02米的双叶螺旋桨。蒸汽由八台燃煤火管锅炉提供，它们通过管道引入两座烟囱内。玛丽号和索菲号各由一台两缸蒸汽机驱动一副直径为4.7米的双叶螺旋桨，它们少了两台锅炉，且只设一座烟囱。亚历山德里娜号和阿科纳号则有两台发动机和八台锅炉，两者都有两座烟囱。电力由一台发电机提供，在55伏特电压下可产生2千瓦特（2.7匹馬力）电力。每艘舰有340－350吨的锅炉燃煤贮能力。
前四艘舰的发动机额定功率为2,100匹指示馬力（1,600千瓦特），设计航速13.5節（25.0每小時）；但它们在实际表现中均超过了这一数字。卡罗拉号是同级最慢的舰只，最高航速为13.7節（25.4每小時）；而玛丽号和索菲号可达到14節（26每小時）。配备额外发动机的亚历山德里娜号和阿科纳号的额定功率则为2,400匹指示馬力（1,800千瓦特），设计航速14节，在速度试验中，前者能够达到设计航速，后者则略微超出——达到14.1節（26.1每小時）。它们在10節（19每小時）速度下的巡航半径为3,420海里（6,330）。这些舰只还配备有一套总表面积为1,134至1,230平方米的三桅帆索具，以便在煤炭可能稀缺的海外长期部署时作为蒸汽机的辅助动力。卡罗拉号和奥尔加号在被改装为炮术训练舰后，它们的风帆索具被拆除，取而代之的是可搭载轻武器、带有战斗桅楼的重型军用桅杆。

### 武器装备
卡罗拉级舰只装备有十门150毫米22倍径后装式箍炮作为主舰炮，合共配备1,000发弹药。这些火炮的射程为5,000米。此外，它们还搭载有两门合共配备200发弹药的87毫米24倍径箍炮和六门37毫米转膛炮。亚历山德里娜号和阿科纳号则装备了更新的150毫米30倍径箍炮作为主炮，其射程为6,800米，提供730发弹药。此外，它们还搭载有四门配备400发弹药、射程为7,300米的105毫米35倍径箍炮。与其它姊妹舰一样，这两艘舰也有六门37毫米转膛炮。
对于在1890年代初期被改装成炮术训练舰的卡罗拉号而言，其150毫米炮先是减少到六门，然后是四门；而87毫米炮则被替换为一对105毫米35倍径速射炮、八门88毫米30倍径速射炮和两门50毫米40倍径速射炮。作为一艘用于自动武器的炮术训练舰，奥尔加号后来只搭载了两门88毫米口径的火炮和十门未记录型号的37毫米机关炮。

## 同级舰
| 舰名           | 出处                                | 造船厂             | 动工      | 下水           | 竣工          |
| -------------- | ----------------------------------- | ------------------ | --------- | -------------- | ------------- |
| 卡罗拉号       | 萨克森王后卡罗拉                    | 斯德丁伏尔铿船厂   | 1879年    | 1880年11月27日 | 1881年9月1日  |
| 奥尔加号       | 符腾堡王后奥尔加                    | 斯德丁伏尔铿船厂   | 1879年    | 1880年12月11日 | 1882年1月9日  |
| 玛丽号         | 梅克伦堡-什未林大公夫人玛丽         | 汉堡赖厄施蒂格船厂 | 1880年    | 1881年8月20日  | 1883年5月1日  |
| 索菲号         | 萨克森-魏玛-艾森纳赫大公夫人索菲    | 但泽帝国船厂       | 1880年1月 | 1881年11月10日 | 1882年8月10日 |
| 亚历山德里娜号 | 梅克伦堡-什未林大公夫人亚历山德里娜 | 基尔帝国船厂       | 1882年2月 | 1885年2月7日   | 1886年10月6日 |
| 阿科纳号       | 阿科纳角                            | 但泽帝国船厂       | 1881年    | 1885年5月7日   | 1886年12月1日 |

## 服役历史

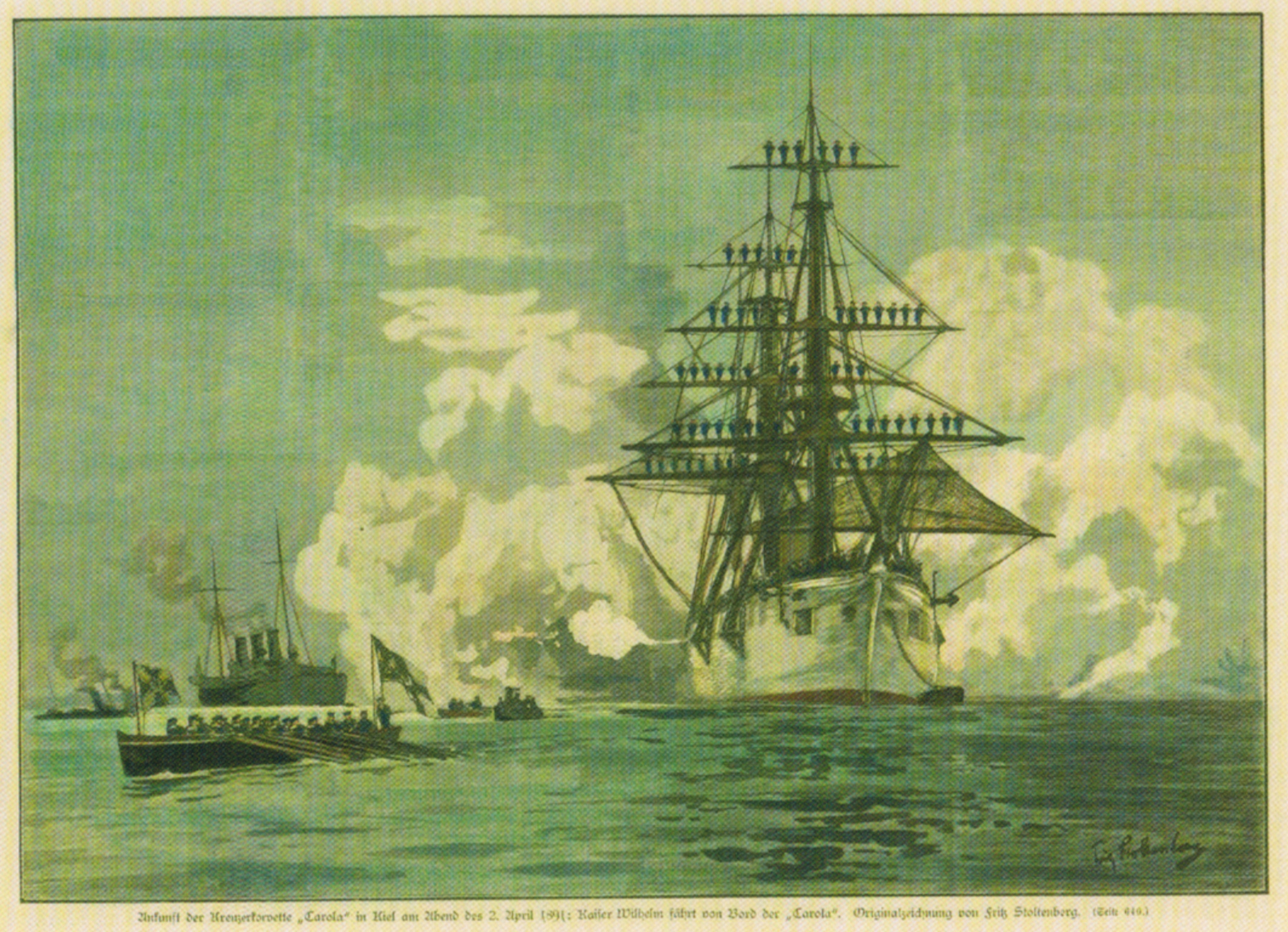
1891年，由弗里茨·施托尔滕贝格绘制的卡罗拉号抵达基尔的画作

### 卡罗拉号
卡罗拉号得名于瓦萨的卡罗拉，在其运用生涯中曾两次被派往海外执行重大任务。第一次是在1881年入役后，并一直持续到1883年。它前往太平洋中部保护德国在萨摩亚和美拉尼西亚的利益，后来又前往南部非洲，是第一艘抵达后来成为德属西南非洲的德国军舰。在太平洋驻留期间，该舰曾对隐士群岛的当地人实施惩罚行动，因后者谋杀了两名德国公民和九名为他们工作的当地人。1883年在布卡岛，其船员们又将一个此前未被使用的海湾命名为“卡罗拉王后湾”，正是以他们的舰只命名。1883年回到德国后，卡罗拉号被一直搁置到1886年，在此期间它加装了一具鱼雷发射管。
其第二次部署是在1886年，卡罗拉号作为先后由爱德华·冯·克诺尔、卡尔·爱德华·霍伊斯纳和卡尔·奥古斯特·戴恩哈德指挥的常备巡洋分舰队的一部分，在德属东非和太平洋之间交替驻守。该分舰队在太平洋的值勤平安无事，期间曾到访东亚的港口，并对德属新几内亚设在太平洋中部的德国领地展开巡逻。在1888年至1890年在东非的值勤中，卡罗拉号积极参与反奴隶贸易的行动，其中包括曾截获一艘阿拉伯帆船，并解救了船上的78名奴隶。该舰还协助镇压了阿布希里起义，派遣登陆部队上岸打击叛军，并为赫尔曼·维斯曼少校领导的德国军队提供炮火支援。
在1891年返回德国后，卡罗拉号被改装成一艘炮术训练舰，因为当时它作为军舰已经过时了。该舰于1890年代至1900年代初曾与训练舰玛尔斯号和奥尔加号共同服役，直到1897年被用作靶舰，这一任务才被中断。卡罗拉号于1905年退役，次年被出售，最终在汉堡拆解报废。

### 奥尔加号

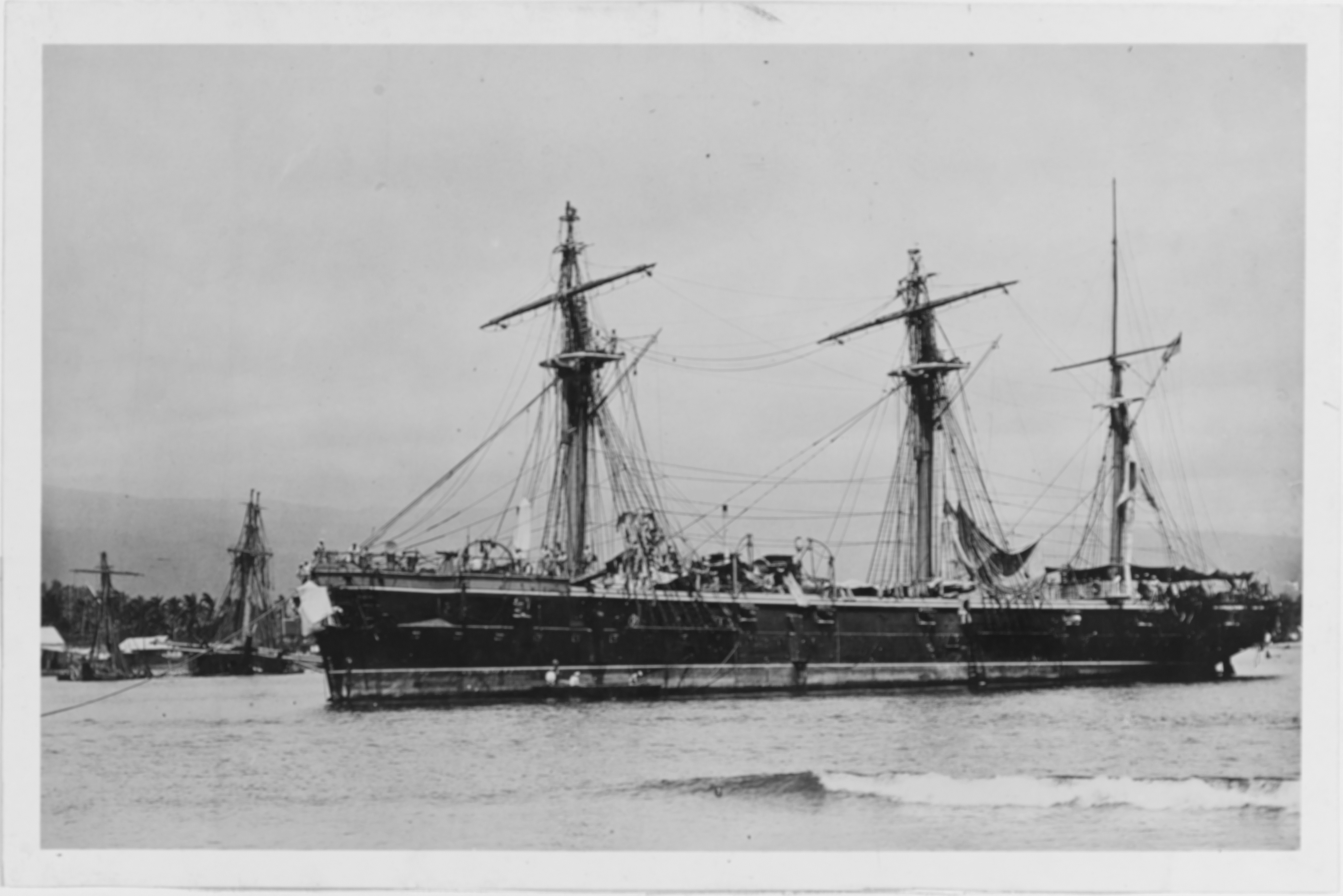
奥尔加号于1889年阿皮亚气旋后在阿皮亚港湾搁浅

在它的运用生涯中，奥尔加号曾三次被派往海外执行重大任务。1882年，该舰进行了第一次波澜不惊的航行，并在南美水域展开了为期一年半的友好访问（展示旗帜）。在这次巡航中，普鲁士亲王海因里希也跟舰服役。第二次巡航是在此之后不久，当德属喀麦隆发生骚乱时，需要组建一支西非分舰队实施镇压。奥尔加号和其它三艘护卫舰派遣登陆部队上岸与抵抗德国统治的当地武装力量作战。平息叛乱后，奥尔加号于1885年返回德国，此后该舰作为训练舰服役，但这类活动只持续了几个月它便再次奉命外派。
奥尔加号的第三次巡航开始于1885年9月，起初是被派往德属东非加入东非巡洋分舰队。它的任务是在德国保护领维图兰的海岸巡逻；期间还强迫引渡了两名谋杀德国探险家的当地人。1887年，分舰队被派往太平洋，奥尔加号于当年8月抵达萨摩亚。在第一次瓦莱莱之战中，它派人上岸与反对德国支持的政府的萨摩亚叛军作战。1889年，当奥尔加号驻留在阿皮亚港湾时，被一场强气旋严重破坏，被迫离开驻地维修；另外两艘德国船只在风暴中遭摧毁，但奥尔加号的船员们成功救出了本舰。
自1890年开始，奥尔加号开始有限度地执行各类次要任务。从1893年到1897年，它被用作训练舰，然后转移至渔业学校。1898年，该舰对斯匹次卑尔根群岛进行了广泛的勘测，并于当年晚些时候退役，被改装为一艘炮术训练舰。它一直担任这一职务，直到1905年正式从海军名录中除籍。奥尔加号于次年被当作废品出售，至1908年在汉堡拆解报废。

### 玛丽号

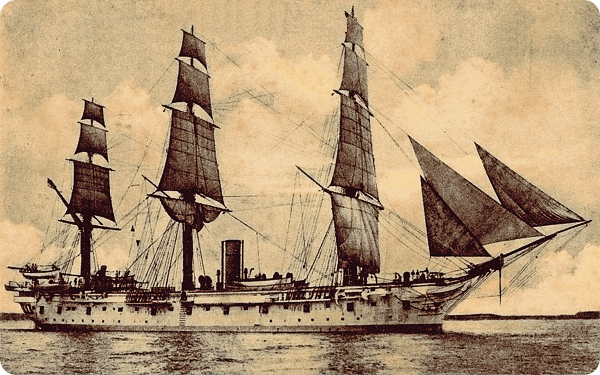
1880年代中期的玛丽号

玛丽号在入役后便立即被派往海外，最初是去往南美，在那里它于南乔治亚岛接载了第一届国际极地年的德国参与者。在观察了1883年底和1884年初玻利维亚、智利和秘鲁之间的太平洋战争的后果后，该舰被调到德属新几内亚，其任务是对德国在该地区不断扩张的海外帝国提供支持。然而，由于它在新梅克伦堡附近意外搁浅，受损严重，不得不返回德国接受大修，因此在太平洋中部的部署被迫中断。从那以后，玛丽号在接下来的十年间里一直搁置不用。
该舰于1892年重新启用，开始第二次海外航行。1891年智利内战结束后，它首度被派往智利保护德国公民，然后于1893年在巴西附近与亚历山德里娜号和阿科纳号会合，以应对那里的舰队起义。在确保德国在巴西的利益安全后，这三艘舰随后于1894年4月被派往东亚，组成了东亚支舰队的核心，并在甲午战争期间承担了保护在华德国公民的任务。
玛丽号于1895年中期被召回德国，因为它已经由一艘更新、性能更好的巡洋护卫舰威廉王妃号所取代。返程途中，玛丽号曾在摩洛哥停留了一段时间来处理两名德国公民遇害的解决方案。1895年9月抵达德国后，该舰随即退役。它后来被分配到预备役训练部队，但从未启用担任此职，因为海军认为让玛丽号重新服役的改造成本太高。相反，它最终于1904年正式从海军名录中除籍，并在三年后作为废品出售。

### 索菲号

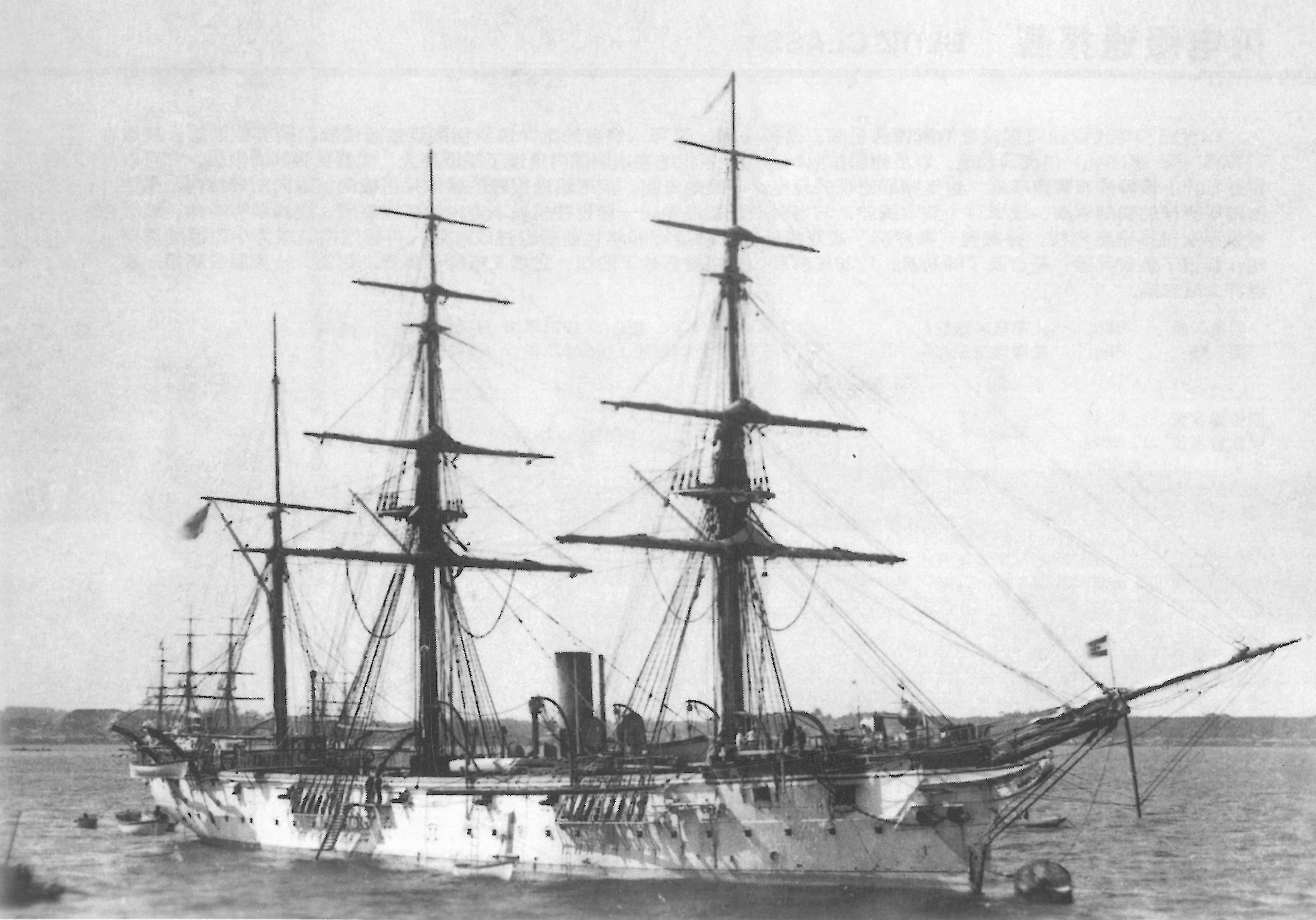
1890年代初的索菲号

索菲号于1883年被派往国外，首先是陪同皇储腓特烈·威廉访问西班牙。随后，在德国宣布建立多哥兰为保护国之前，它又前往西非保护在多哥的德国公民。该舰的指挥官僭越了他的命令，命令要求他避免与当地统治者发生直接冲突，尽管他成功地谈判达成了协议，保护了该地区的德国公民，并逮捕了敌对的首领。索菲号随后回到祖国主责训练任务，担任训练分舰队的旗舰。在1884年9月的一次操练期间，它被一艘蒸汽船撞击并严重损坏。在经过长时间的维修后，该舰才重新投入使用，并在1885年和1886年进行了长期训练巡航，第一次是前往西印度群岛，第二次则是到达西班牙。
在第二次巡航时，索菲号奉命加入德国的常备巡洋分舰队，以应对世界各地的危机。从1886年至1892年，该舰在德属东非和德属新几内亚的德国殖民领地巡逻。在此期间，它协助保卫了东非的安全，派遣登陆部队在达累斯萨拉姆、温迪和金加尼河三角洲上岸，并封锁了海岸线。在太平洋驻扎期间，它又对袭击德国人的当地人实施了惩罚，并与巡洋巡防舰莱比锡号一同巡航至中国沿岸。1891年，索菲号和莱比锡号航行前往智利，并与亚历山德里娜号会合，共同在该国内战期间保护德国公民，其中包括在瓦尔帕莱索派遣登陆部队上岸。
1892年4月，这三艘舰继续前往东非，但索菲号在当地驻留的时间很短，因为它于6月被召回德国，并在抵达后不久退役。该舰于1895年至1898年间被改装为专门的训练舰，自1898年1月开始以此角色服役。这项运用只持续了一年，便于1899年3月撤销，改由更大的巡洋巡防舰格奈森瑙号接替。索菲号是以宿营船的身份度过了职业生涯的晚期，包括在第一次世界大战的头两年在黑尔戈兰岛的德国基地，最终于1920年被出售，并在次年拆解报废。

### 亚历山德里娜号

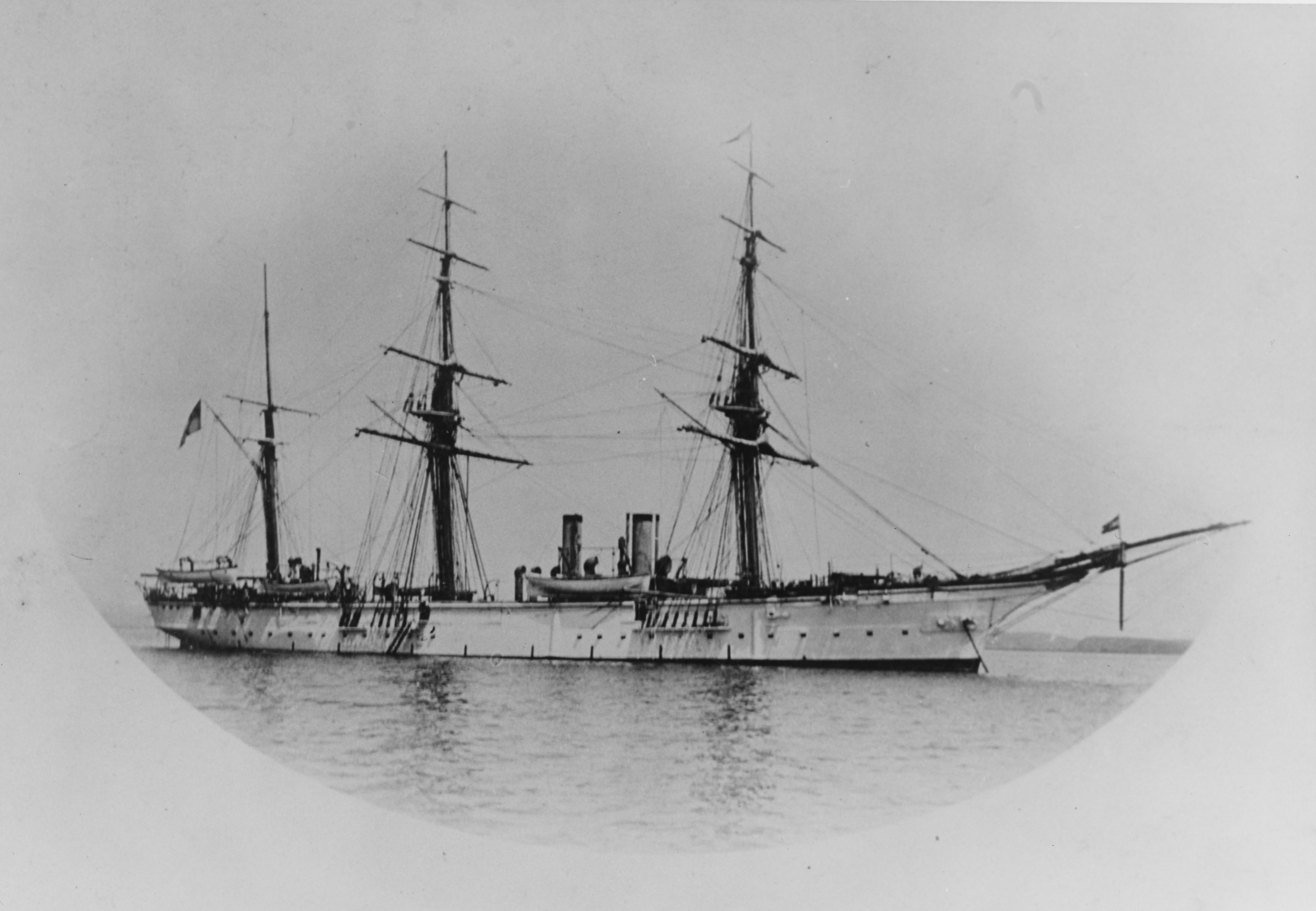
亚历山德里娜号在1886－1895间

亚历山德里娜号在建成后被搁置了好几年；当时，帝国海军已经实施了一项计划，德国殖民地将由炮舰实施保护，而大型军舰要么会置入预备役，要么会被编入常驻巡洋分舰队，以便能够对危机作出快速反应。亚历山德里娜号直至1889年才首次启用，用于部署到太平洋中部，以加强驻扎在那里的炮舰。对萨摩亚群岛的主权争夺导致德国、英国和美国之间的紧张关系加剧，需要一艘更大的军舰来执行德国对这些岛屿的主权要求。该舰在德属新几内亚巡逻直到1891年，期间负责保护德国在地区内的利益，并惩罚了岛上袭击德国人的当地人。1891年，它加入了常驻巡洋舰中队，玛丽号也在其中。
在同年的智利内战期间，这些舰只被派往智利保护德国公民；而在途中，分舰队旗舰莱比锡号的燃煤耗尽，不得不由亚历山德里娜号拖曳前行。此后，该分舰队于1892年在东亚水域附近巡逻，并于当年年底前往德属东非。1893年，亚历山德里娜号又被派往巴西，因当地的舰队起义威胁到了德国的利益。在巴西警戒期间，黄热病的爆发蔓延到舰上，迫使它进行隔离。在巴西政府镇压叛乱后，亚历山德里娜号和其他舰只被发回东亚，以监视中日甲午战争。
1895年3月，亚历山德里娜号被召回德国，途中它曾在摩洛哥停留，为向地方当局施压，要求他们为两名德国公民遇害支付赔偿。抵达德国后，该舰即驶入旱坞接受检查，发现其舰体状况在海外数年的漂泊后已严重恶化。结果，它于1895年6月退役。亚历山德里娜号没有进一步服役，惟曾于1904年至1907年间在但泽充当浮动炮台。这一年，该舰正式从海军名录中除籍，被出售并临时用作浮动工场，然后于1907年晚些时候拆解。

### 阿科纳号

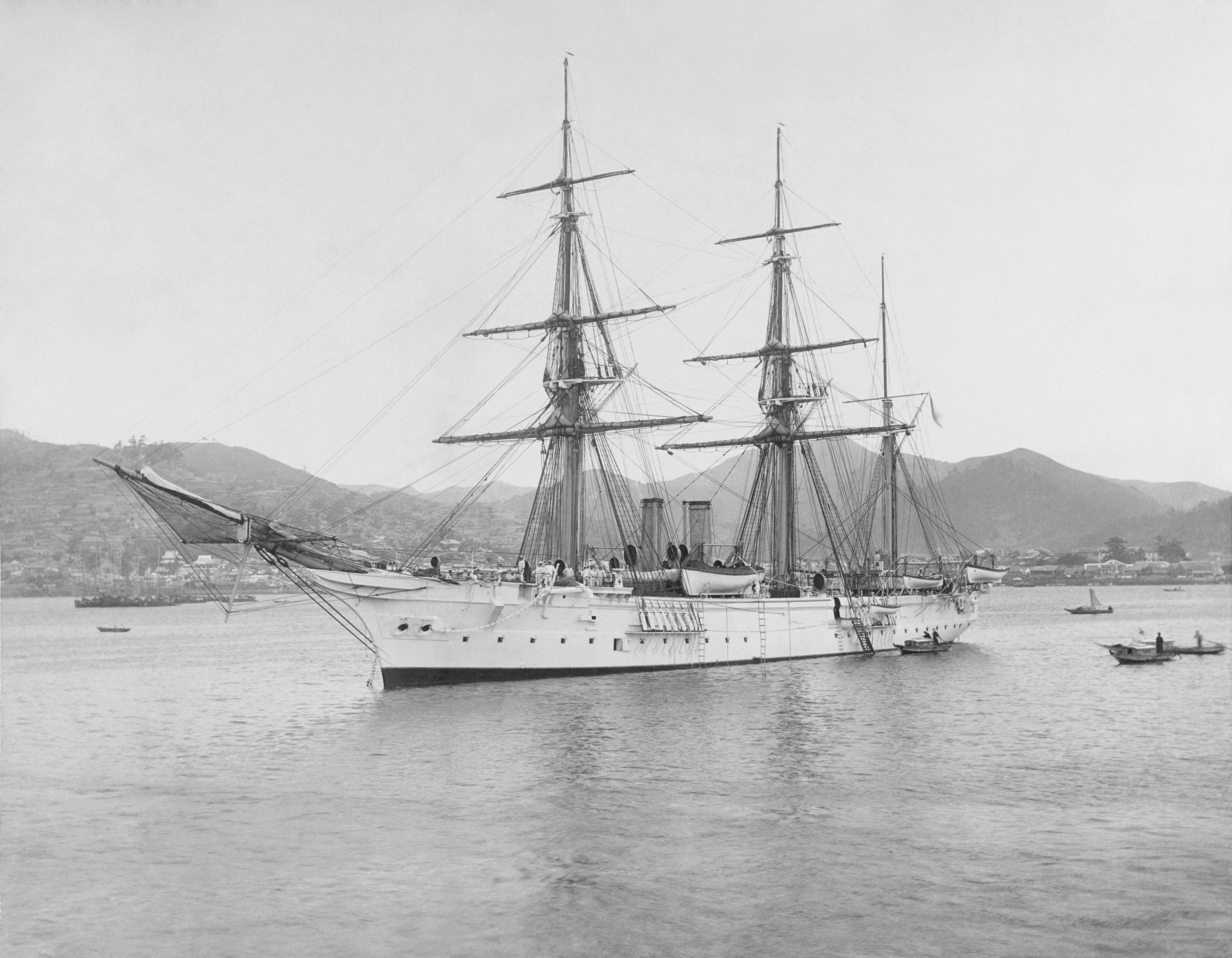
阿科纳号在长崎，1897年

与亚历山德里娜号一样，阿科纳号在完工后一直处于搁置状态，直到1892年才获启动用于长期海外部署。1892年委内瑞拉动乱期间，该舰保护了德国在当地的利益，它的出现还迫使委内瑞拉政府为在马库托对德国公民的袭击而道歉。次年，阿科纳号加入了驻德属东非的常驻巡洋分舰队；而在非洲海域，它也曾前往德属西南非洲运送野战炮，以加强当地的驻防军部队。1893年末，当巴西爆发的舰队起义威胁到那里的德国公民时，该舰又被派往巴西。在那里，它与姊妹舰玛丽号和亚历山德里娜号会合。
1894年中日甲午战争爆发后，阿科纳号及其两艘姊妹舰被调往东亚，成为东亚分舰队的核心。它一直担任分舰队旗舰，直到1895年初才被巡洋护卫舰伊雷妮号取代。甲午战争结束后，阿科纳号与分舰队余部仍然留在中国附近，以保护欧洲人免受当地针对外国人的骚乱。1897年，当海军少将棣德利率领分舰队夺取中国的胶州湾租借地时，该舰正在维修中，因此无法参与行动，但它后来协助保卫了租界。
1898年美西战争结束后，阿科纳号前往太平洋中部展开勘测巡逻，并在菲律宾保护德国公民。它还被派往波纳佩岛执行惩罚任务，因一名德国商船水手在当地遇害。1899年初，该舰被召回德国，并于6月退役。1902年1月，它被重新命名为“墨丘利号”（Mercur），以便为新下水的小巡洋舰阿科纳号腾出舰名。同年晚些时候，墨丘利号被重新归类为一艘港埠杂役船，最终于1906年拆解报废。